# Chris Bedia
Chris Bedia (Abidjan, 1996. március 5. –) elefántcsontparti korosztályos válogatott labdarúgó, a svájci Young Boys csatára kölcsönben a német Union Berlin csapatától.

## Pályafutása

### Klubcsapatokban
Bedia az elefántcsontparti Abidjan városában született. Az ifjúsági pályafutását a francia Tours akadémiájánál kezdte.
2014-ben mutatkozott be a Tours másodosztályban szereplő felnőtt keretében. 2016-ban a belga Charleroi-hoz igazolt. 2018 és 2021 között a belga Zulte-Waregem, és a francia Troyes és Sochaux csapatát erősítette kölcsönben. 2022. január 24-én 2½ éves szerződést kötött a svájci első osztályban érdekelt Servette együttesével. Először a 2022. február 12-ei, St. Gallen ellen 5–1-re elvesztett mérkőzés 70. percében, Alexis Antunes cseréjeként lépett pályára. Első gólját 2022. február 20-án, a Luzern ellen hazai pályán 1–1-es döntetlennel zárult találkozón szerezte meg.
2024. január 28-án a német Union Berlin szerződtette. 2024 és 2026 között az angol Hull City-nél, majd a svájci Young Boys-nál szerepelt kölcsönben.

### A válogatottban
Bedia az U17-es, az U20-as és az U23-as korosztályú válogatottakban is képviselte Elefántcsontpartot.

## Statisztikák
2024. május 11. szerint

| Klub                       | Szezon   | Osztály            | Bajnokság | Bajnokság | Kupa  | Kupa | Nemzetközi | Nemzetközi | Összesen | Összesen |
| Klub                       | Szezon   | Osztály            | Meccs     | Gól       | Meccs | Gól  | Meccs      | Gól        | Meccs    | Gól      |
| -------------------------- | -------- | ------------------ | --------- | --------- | ----- | ---- | ---------- | ---------- | -------- | -------- |
| Tours                      | 2014–15  | Ligue 2            | 9         | 1         | 0     | 0    | —          | —          | 9        | 1        |
| Tours                      | 2015–16  | Ligue 2            | 11        | 4         | 0     | 0    | —          | —          | 11       | 4        |
| Charleroi                  | 2016–17  | Jupiler League     | 35        | 4         | 3     | 1    | —          | —          | 38       | 5        |
| Charleroi                  | 2017–18  | Jupiler League     | 31        | 1         | 1     | 1    | —          | —          | 32       | 2        |
| Charleroi                  | 2018–19  | Jupiler League     | 2         | 0         | 0     | 0    | —          | —          | 2        | 0        |
| Charleroi                  | 2019–20  | Jupiler League     | 3         | 0         | 0     | 0    | —          | —          | 3        | 0        |
| Charleroi                  | 2021–22  | Jupiler League     | 9         | 1         | 1     | 0    | —          | —          | 10       | 1        |
| Zulte-Waregem (kölcsönben) | 2018–19  | Jupiler League     | 16        | 0         | 1     | 0    | —          | —          | 17       | 0        |
| Troyes (kölcsönben)        | 2019–20  | Ligue 2            | 22        | 3         | 0     | 0    | —          | —          | 22       | 3        |
| Sochaux (kölcsönben)       | 2020–21  | Ligue 2            | 35        | 9         | 3     | 3    | —          | —          | 38       | 12       |
| Servette                   | 2021–22  | Swiss Super League | 14        | 3         | 0     | 0    | —          | —          | 14       | 3        |
| Servette                   | 2022–23  | Swiss Super League | 23        | 12        | 2     | 0    | —          | —          | 25       | 12       |
| Servette                   | 2023–24  | Swiss Super League | 17        | 10        | 2     | 2    | 10         | 4          | 29       | 16       |
| Union Berlin               | 2023–24  | Bundesliga         | 7         | 1         | 0     | 0    | —          | —          | 7        | 1        |
| Hull City (kölcsönben)     | 2024–25  | Championship       | 0         | 0         | 0     | 0    | —          | —          | 0        | 0        |
| Összesen                   | Összesen | Összesen           | 234       | 49        | 13    | 7    | 10         | 4          | 257      | 60       |

## Sikerei, díjai
Servette
- Super League
  - Ezüstérmes (1): 2022–23